# 埃森·沃倫
埃森·沃倫（英語：Ethan Warren；1991年10月10日—）是一位澳大利亞跳水運動員。在2010年英聯邦運動會上，他獲得了男子雙人三米板和雙人十米台項目的銀牌。他也參加了2012年奧運會的比賽。